# ピエール＝ウジェーヌ＝エミール・エベール
エミール・エベールとして知られるピエール＝ウジェーヌ＝エミール・エベール（Pierre-Eugène-Émile Hébert、通称: Émile Hébert、1828年10月12日 - 1893年10月19日）はフランスの彫刻家である。

## 経歴
パリで生まれた。父親のピエール・エベール(Pierre Hébert: 1804-1869)はフランスの北部、エソンヌ県の出身の彫刻家で、母親には前の夫との間に生まれた娘、エレーヌ・ベルトー(Hélène Bertaux: 1825–1909、Bertauxは結婚後の姓)がいて、この義理の姉も父親から彫刻を学んで彫刻家になった。
エミール・エベールは父親から彫刻を学び、その後彫刻家、ジャン＝ジャック・フシェル(Jean-Jacques Feuchère: 1807-1852)の弟子になった。
1849年にパリのサロンに胸像を出展し、1855年のパリ万国博覧会に女性像を出展した。1859年のサロンに出展した、墓からでてきた骸骨に抱き抱えられるヌードの女性という題材の「Et Toujours ! Et Jamais !」という作品も知られている。この作品にフランスの詩人、シャルル・ボードレールが1859年のサロンの出展作品を論評する中で、論評を加えている。

## 作品

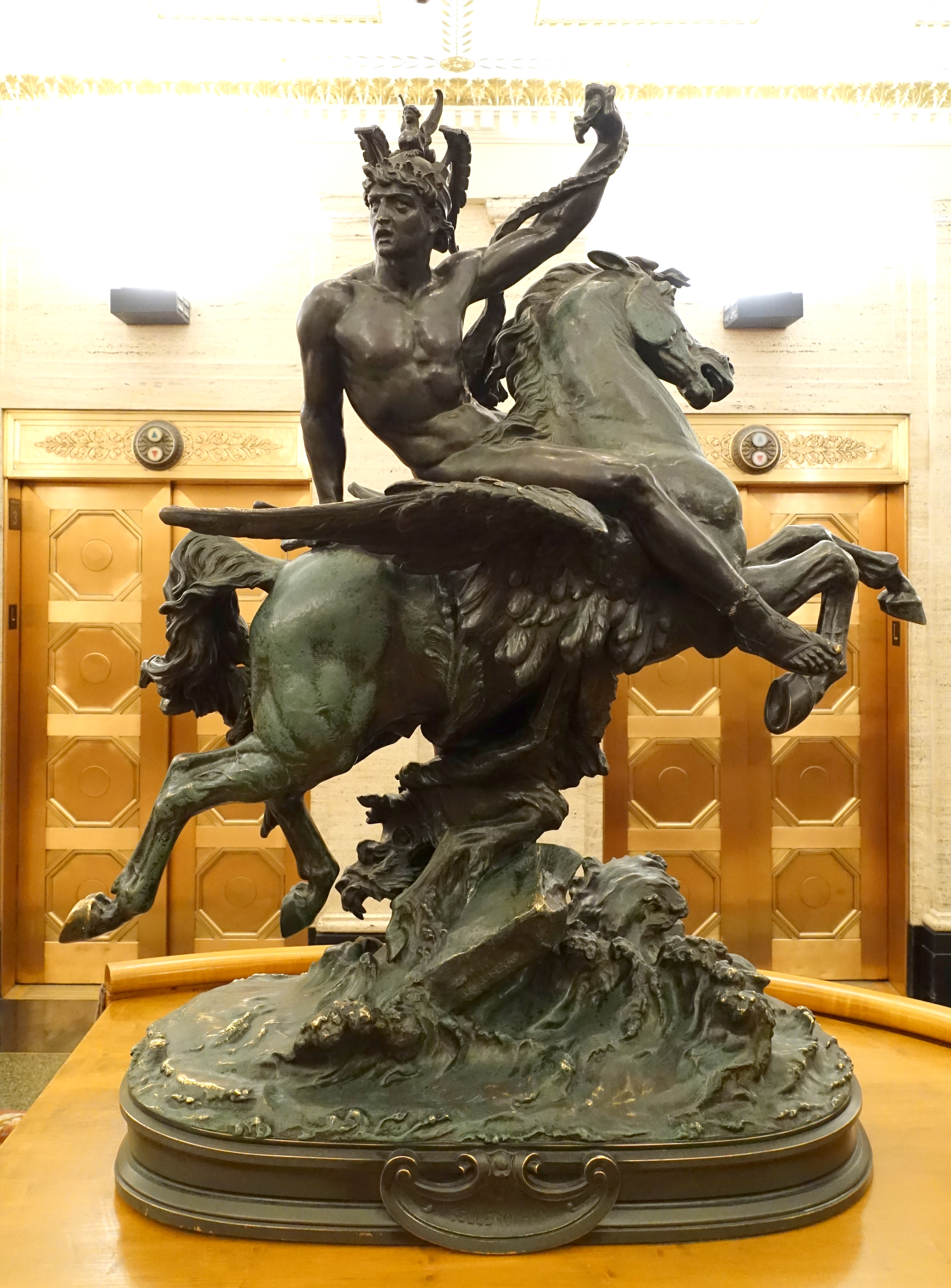
ベレロポーン
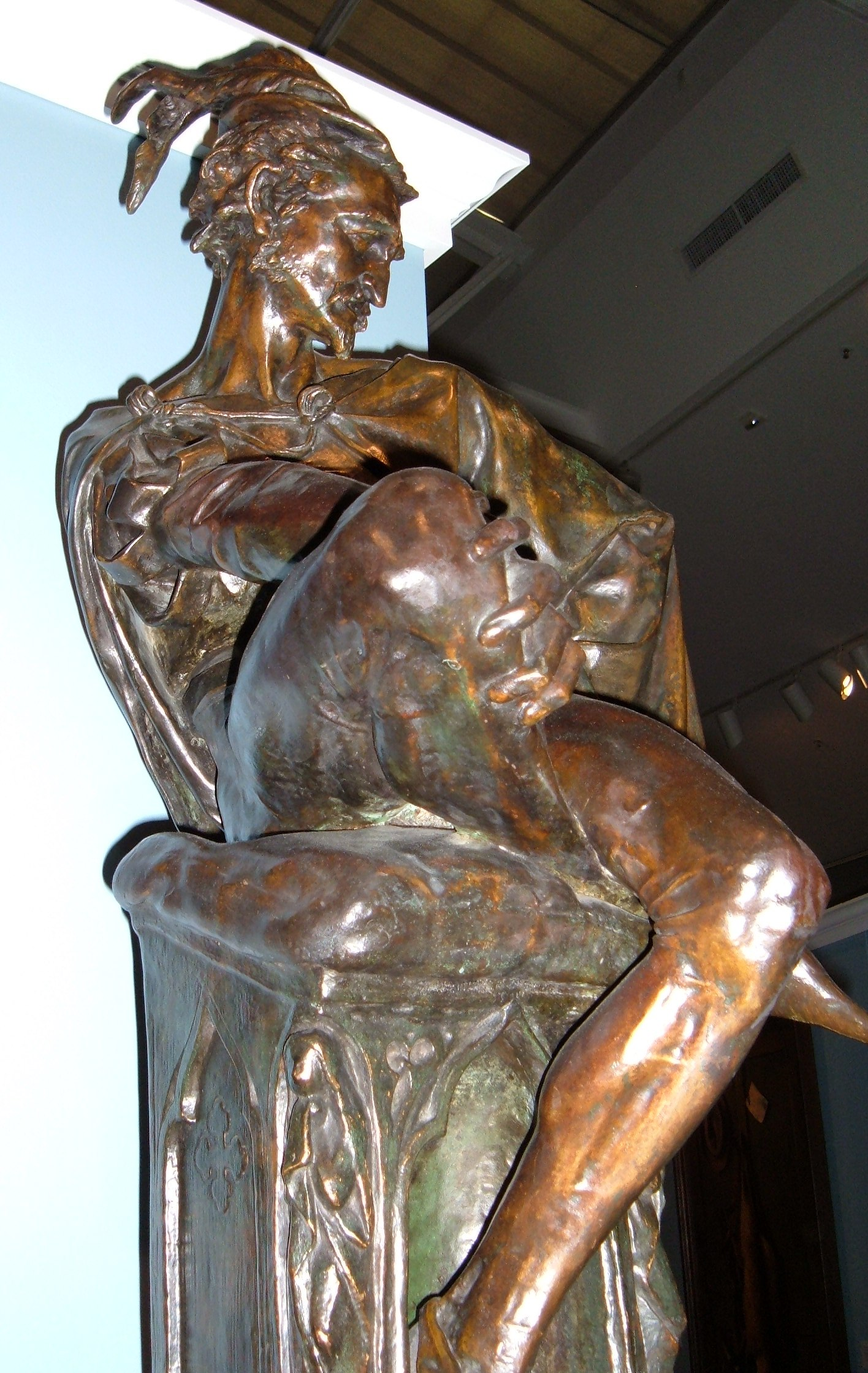
メフィストフェレス
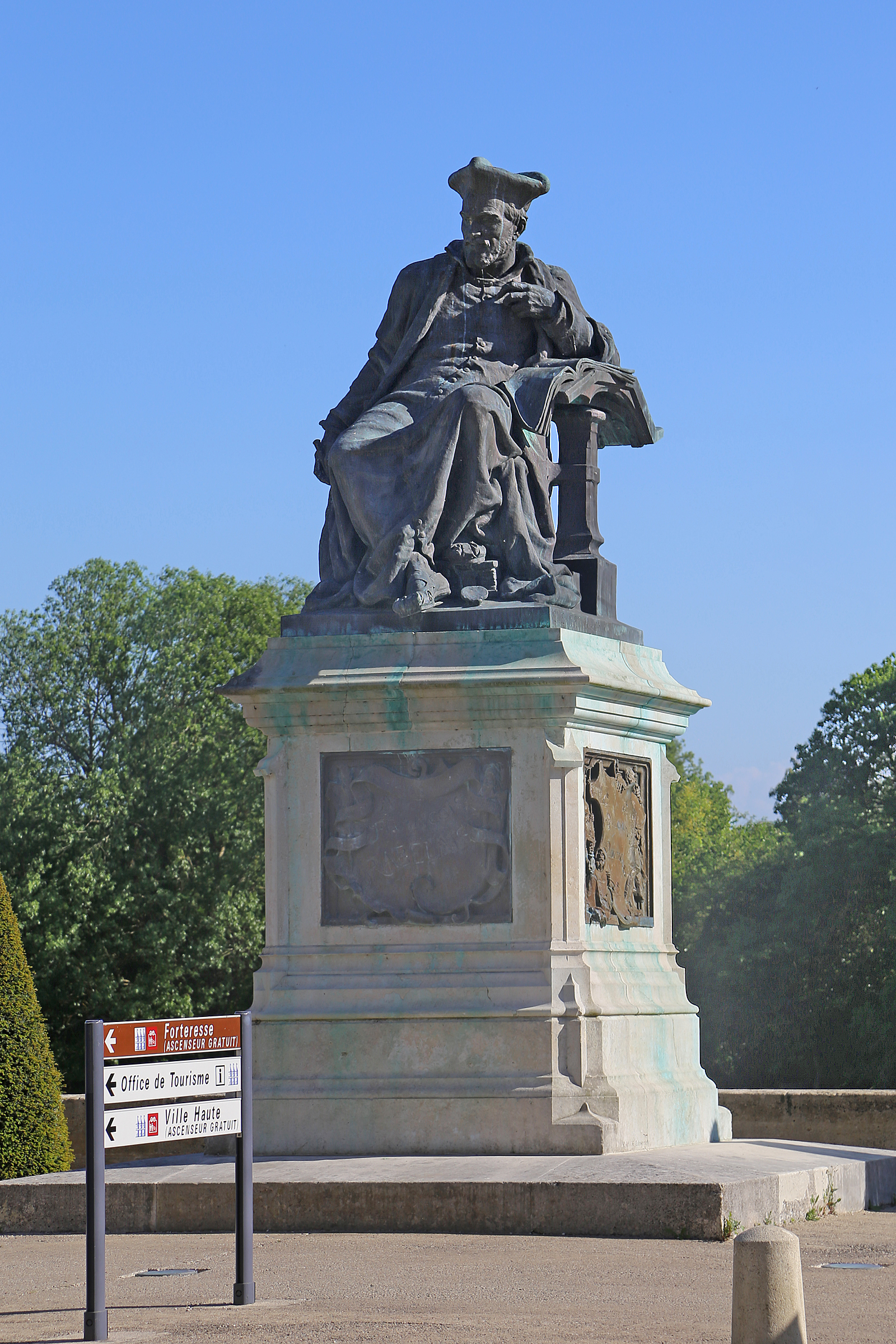
フランソワ・ラブレーのモニュメント